# わたしたちは記憶にとどめます
わたしたちは記憶にとどめます-ショアーを反省して（わたしたちはきおくにとどめます-ショアーをはんせいして、英：We Remember: A Reflection on the Shoah）は、カトリック教会の「ユダヤ教徒との宗教的関係のための委員会」による文書。1998年3月16日発表。ショアーとはユダヤ人を虐殺したホロコーストである。

## 内容
1998年3月12日にヨハネ・パウロ2世が署名。

### 1.ショアーの悲劇とこの悲劇を記憶する義務
ナチスによるユダヤ人虐殺が、「今日もなおわたしたちに関わりのある犯罪」とする。他の宗教とは異なる教会とユダヤ民族との特別の関係について述べ、「わたしたちのユダヤ人友人」に呼びかける。

### 2.わたしたちが記憶しなければならないこと
キリスト教国と呼ばれた国の記憶。

### 3.ユダヤ人とキリスト教徒との関係
ユダヤ人とキリスト教徒の歴史が辿られる。

### 4.ナチスの反セム主義とショアー
ナチスは「唯一の神と契約の律法を証しするために召された民族」であるユダヤ人を取り除こうとしたのであり、ショアー（ホロコースト）の反ユダヤ主義は異教的であるとする。
ユダヤ人を助けたキリスト教徒はいたが、キリスト教徒側に存在した偏見とキリスト教徒の態度について、悔いを表明している。

### 5.共通の未来を共に見つめて
イエス・キリストはダビデの子孫であり、処女マリアと使徒たちはユダヤ人であった。ローマ11:17-24から、野生種のオリーブである異邦人キリスト教会は栽培種のオリーブに接木されたとし、ユダヤ人を「私たちの兄」と呼んでいる。教会とユダヤ人の新しい関係が祈られる。